# Ctenusa carnicolor
Ctenusa carnicolor är en fjärilsart som beskrevs av George Francis Hampson 1902. Ctenusa carnicolor ingår i släktet Ctenusa och familjen nattflyn. Inga underarter finns listade i Catalogue of Life.